# Park-PFI
Park-PFI（Park-Private Finance Initiative）、公募設置管理制度（こうぼせっちかんりせいど）は、日本において都市公園法に基づいて設置された都市公園において、飲食店や売店、スポーツ施設などを設置・運営する民間事業者を公募により選定する制度である。

## 概要
元々都市公園法では第5条において、都市公園を管理する者（公園管理者）以外の者が公園内に施設（自動販売機や遊具など）を設置することができる制度（設置管理許可制度）を設けているが、これは公園管理者が自ら施設を設置することが不適当または困難な場合に限定されており、施設整備に当たっての設計費用や設置費用は施設設置者の持ち出しとなっていた。
一方で、公園管理者（主に地方公共団体）から見た場合、財政面での制約等から公園整備費や維持管理費に投じられる経費は限られており、公園整備更新への投資もある程度限界があるという問題も抱えていた。
これらを踏まえ、民間活力による新たな都市公園の整備手法を創設し、公園の再生・活性化を推進することを目的として、2017年（平成29年）の都市公園法改正により、同法第5条の2として、設置管理許可制度の申請が行える者を公園管理者が公募により決定することができる制度が新たに設けられた。これがPark-PFIである。
この制度は、公園に民間の優良な投資を誘導することで、管理者の財政負担を軽減しつつ公園の質や利便性を向上させることを目的にしている。
Park-PFIによる整備においては、「園路・広場等の公園施設（特定公園施設）の整備を一体的に行うこと」を条件に、以下の制度優遇が受けられることになっている。
1. 設置管理許可を20年を上限として受けられる。（通常は10年）
2. 建蔽率について優遇を受ける。（2%→12%）
3. 駐輪場、看板を占有物件として設置可能。

いわゆるPFI事業に類似することから「Park-PFI」と称されるが、PFIとPark-PFIでは根拠法令が異なり（PFIは民間資金等の活用による公共施設等の整備等の促進に関する法律に基づく）、Park-PFIでは議会の承認が不要である、特定目的会社 (SPC) の設立を求めない一方、収益施設以外の施設整備を求められるなどの差がある。

## 活用事例

### 北海道・東北地方
- 木伏緑地（岩手県盛岡市）
- 榴岡公園（宮城県仙台市）
- 漁川河川緑地（北海道恵庭市）
- 盛岡城跡公園（岩手県盛岡市）
- おおみなと臨海公園（青森県むつ市）
- 中央公園（岩手県盛岡市）
- 金田一近隣公園（岩手県二戸市）

### 関東地方
- 東所沢公園（埼玉県所沢市）
- 与野公園（埼玉県さいたま市）
- 造幣局地区防災公園（東京都豊島区）
- MIYASHITA PARK（東京都渋谷区）
- 新宿中央公園（東京都新宿区）
- 玉川野毛町公園（東京都世田谷区）
- 敷島公園（群馬県前橋市）
- 横浜動物の森公園（神奈川県横浜市）
- 万葉公園（神奈川県湯河原町）
- 北谷公園（東京都渋谷区）
- 鳥居崎海浜公園（千葉県木更津市）
- 湘南海岸公園（神奈川県平塚市）
- 多摩中央公園（東京都多摩市）

### 中部地方
- さわやかアリーナ袋井市総合体育館（静岡県袋井市）
- 小幡緑地（愛知県名古屋市）
- 久屋大通公園（愛知県名古屋市）
- 鶴舞公園（愛知県名古屋市）
- ぎふ清流里山公園（岐阜県美濃加茂市）
- KAKAMIGAHARA PARK BRIDGE（岐阜県各務原市）
- 木曽川前渡南公園（愛称：Kakamigahara わたしの PARK）（岐阜県各務原市）

### 近畿地方
- 国営明石海峡公園（近畿地方整備局）
- 本町公園（和歌山県和歌山市）
- 大蓮公園（大阪府堺市）
- 大宮交通公園（京都府京都市）
- 大津駅前公園（滋賀県大津市）
- 海浜公園（兵庫県神戸市）
- 東遊園地（兵庫県神戸市）
- 江坂公園[6]（大阪府吹田市）
- 桃山公園[6]（大阪府吹田市）

### 中国・四国地方
- 福山市中央公園（広島県福山市）
- HIROSHIMA GATE PARK（広島県広島市）

### 九州地方
- 勝山公園（福岡県北九州市）
- 天神中央公園（福岡県）
- 別府公園（大分県別府市）
- 加治屋まちの杜公園（鹿児島県鹿児島市）
- 鉄輪地獄地帯公園（大分県別府市）
- 中瀬草原（長崎県平戸市）
- 大濠公園（福岡県福岡市）
- 中央公園（長崎県佐世保市）
- 海の中道海浜公園（九州地方整備局）
- 中央公園（福岡県久留米市）

## その他
- 東京都建設局は日比谷野外音楽堂の建て替え事業において、本制度による公募を行ったが、2023年11月末の締め切りまでに応じる事業者がなく、都自身が行うことになった[7]。